# Buddhizmus Laoszban
A délkelet-ázsiai Laosz legfőbb vallása a buddhizmus, azon belül pedig a théraváda hagyomány, illetve annak egy egyedüli formája, amely mélyen gyökerezik a laoszi kultúrában. A laoszi buddhizmus közel áll és szorosan kapcsolódik az animista hitvilághoz és az ősi szellemekben való hithez, főleg a vidéki területeken.
Csak becslések léteznek azzal kapcsolatban, hogy Laosz lakosságának hány százaléka vallja magát buddhistának. A The World Factbook becslései szerint a teljes lakosság 65%-a vett menedéket a három drágaságban, amely Gautama Buddha, a dharma (Buddha tanításai) és a szangha (buddhista közösség). Egyes tanulmányok szerint a tényleges adat valószínűleg még a 90%-ot is meghaladja. Laoszban jelentős számú kínai és vietnámi mahájána buddhista él.

## Története

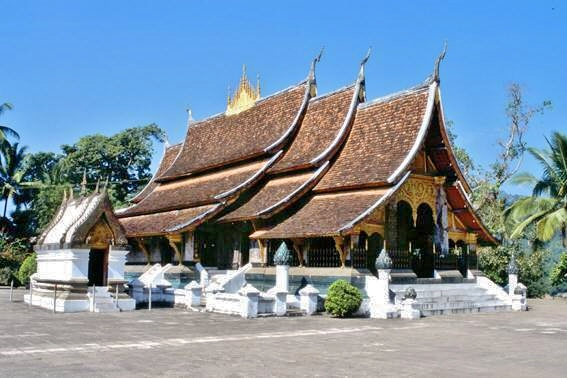
A Luangprabang városi Hszieng-tong templom

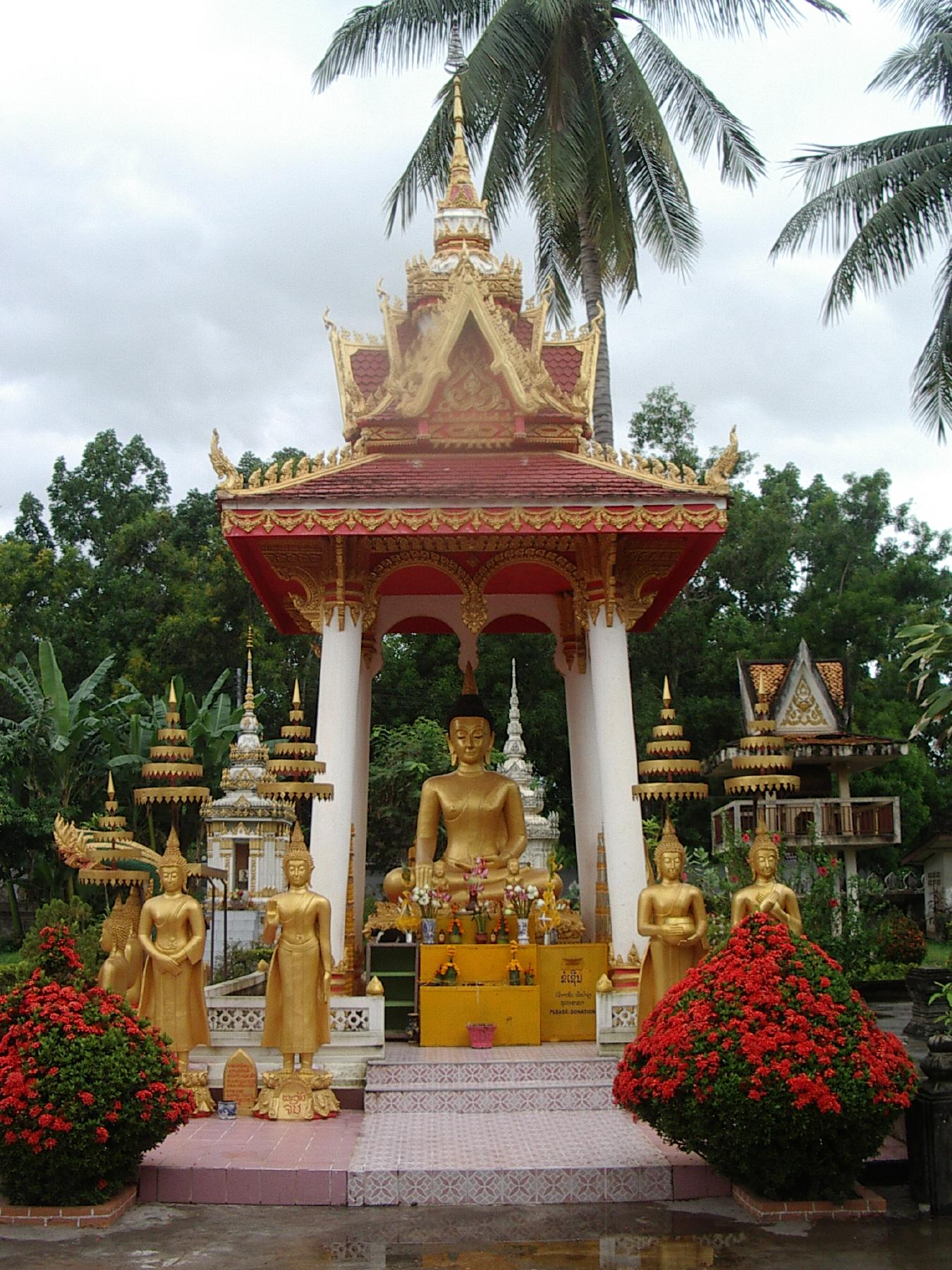
Buddha-szobor Vientián városában.

Úgy tartják, hogy a théraváda buddhizmus legelőször a 7-8. század környékén jutott el Laosz területére a Dvaravati királyságon keresztül. A 7. században a Nan-csao királyság felől érkező tantrikus buddhizmus is megjelent Laoszban. Ez a thai nemzetiségű királyság a mai kínai Jünnan tartomány területén helyezkedett el. Innen terjedt el valószínűleg az a politikai ideológia, hogy a király a buddhizmus védelmezője, amely fontos köteléket jelentett a monarchia és a szangha között szinte teljes Délkelet-Ázsiában.
A 11-12. század folyamán a Khmer uralkodók elfoglalták Muang Szua királyságot, az észak-laoszi Luangprabang királyság történelmi területét. Ebben az időszakban a mahájána buddhizmus felváltotta a théraváda buddhizmust az uralkodó osztályban.
Történelmileg a laoszi államot 1353-ban alapították. Ekkor koronázták meg Fa Ngum királyt Luangprabang városban.  Fa Ngum magával hozta Khmer théraváda tanítóit, hogy legyenek az új királyságában a tanácsadói és főpapjai. Egyikőjük (Phramaha Paszaman) magával hozott egy általa dicsőített Buddha-szobrot (későbbi nevén Phra Bang), amely később az ország szimbólumává vált és a főváros névadója is egyben.  A Burmával és Thaifölddel kötött szövetségek által a théraváda buddhizmus megszilárdította a helyzetét laoszi királyságban. Földrajzának és az erős központi irányítás hiányának köszönhetően a théraváda buddhizmus vált a laoszi kultúra egyik legfőbb egyesítő jegyévé.
Az 1920-as években Phecarath herceg átszervezte a buddhista adminisztrációt Laoszban. Létrejött egy olyan iskolarendszer, amely tanácsokat adott a laoszi egyháznak.
A kommunizmus során a vezetők nem tiltották be a buddhizmust és a vallást, ehelyett különböző politikai célokra használták. Bár a marxizmus elutasít minden vallást, a laoszi politikai vezetők átértelmezték bizonyos marxista elméleteket, hogy összeilleszkedhessen a buddhista tanításokkal is. Gautama Buddha élettörténetére koncentráltak és olyan dolgokat emeltek ki, hogy például Gautama önként otthagyta a királyi címét. A szangha is politikai célokat szolgált. Ez egy hosszú átrendeződési folyamat eredménye volt, amely már a francia gyarmati uralom idején elkezdődött. A kommunizmus idején betiltották a vallásoktatást és a buddhista erkölcsi oktatást az általános iskolákban, 1976-ban.
Az 1980-as évek vége felé a hivatalos hozzáállás kedvezőbb lett a buddhizmussal szemben, ahogy az országban elindult a gazdasági liberalizáció folyamata. Miután az ország a demokrácia útjára lépett a szangha kiterjesztette társadalmi szerepét és visszatért a közoktatásba és a közegészségügybe is. Olyan helyeken segítettek írás és olvasást tanítani, amerre nem voltak iskolák. A szangha új szerepe a laoszi kultúra életben tartása lett.
Az 1990-es években a buddhizmus újjáéledőben volt az országban. A társadalmi élet fontos színterét jelentették a vatok (kolostortemplomok). A szerzetesek (bhikkhu) újra visszatértek reggeli koldulási útjaikra és ételt fogadtak el felajánlásként a világi emberektől. A szangha visszatért kizárólag egyházi szerepéhez.